# ليتل آرثر دونكان
ليتل آرثر دونكان (بالإنجليزية: Little Arthur Duncan)‏ هو كاتب أغاني ومغني أمريكي، ولد في 5 فبراير 1934 في إنديانولا في الولايات المتحدة، وتوفي في 20 أغسطس 2008 في نورثليك في الولايات المتحدة.